# Річка Енн
Річка Енн — річка у південно-західному регіоні Тасманії, Австралія. Довжина 20 кілометрів. Протікає через об'єкт Світової спадщини ЮНЕСКО «Дика природа Тасманії».

## Розташування та особливості
Утворюється нижче озера Джадд, тече переважно на захід, а потім на південь та схід із середнім градієнтом 24 метри на кілометр і максимальним ухилом 77 метрів на кілометр. Падіння річки становить 436 метрів протягом свого 20-кілометрового річища. Великих приток не має. Впадає в річку Г'юон.